# 伊尼亚齐奥·卡西斯
伊尼亚齐奥·达尼埃莱·乔瓦尼·卡西斯（義大利語：Ignazio Daniele Giovanni Cassis，發音：[iɲˈɲattsjo ˈkassis]；1961年4月13日—），瑞士政治人物，所屬政黨是自民党.自由党，自2017年開始擔任瑞士聯邦委員會委員。2021年1月1日，卡西斯就任瑞士聯邦副主席，次年就任瑞士聯邦總統。